# Sympiezomias
Sympiezomias är ett släkte av skalbaggar. Sympiezomias ingår i familjen vivlar.

## Dottertaxa tillSympiezomias, i alfabetisk ordning[1]
- Sympiezomias acutipennis
- Sympiezomias anamalaimus
- Sympiezomias anamalainus
- Sympiezomias basalis
- Sympiezomias beesoni
- Sympiezomias boesoni
- Sympiezomias cicatricollis
- Sympiezomias consobrinus
- Sympiezomias cretaceus
- Sympiezomias cribricollis
- Sympiezomias cupreovirens
- Sympiezomias cylindricus
- Sympiezomias decipiens
- Sympiezomias ellipticus
- Sympiezomias frater
- Sympiezomias herzi
- Sympiezomias hispidus
- Sympiezomias inflatus
- Sympiezomias kraatzi
- Sympiezomias lewisi
- Sympiezomias lividus
- Sympiezomias metallescens
- Sympiezomias peroteti
- Sympiezomias praeteritus
- Sympiezomias prasinus
- Sympiezomias serratipes
- Sympiezomias setosus
- Sympiezomias similis
- Sympiezomias subcostatus
- Sympiezomias sulcicollis
- Sympiezomias sulphuratus
- Sympiezomias variabilis
- Sympiezomias velatus
- Sympiezomias viridanus
- Sympiezomias viridianus